# نايجل آدامز
نايجل آدامز (بالإنجليزية: Nigel Adams)‏ هو سياسي بريطاني، ولد في 30 نوفمبر 1966 في جوول في المملكة المتحدة. حزبياً، نشط في حزب المحافظين. في انتخابات المملكة المتحدة لعام 2010، انتخب عضو برلمان المملكة المتحدة الـ55 عن دائرة Selby and Ainsty (UK Parliament constituency) ‏ وقد انضم خلال فترته النيابية ‏ (6 مايو 2010 – 30 مارس 2015) للكتلة البرلمانية حزب المحافظين وفي الانتخابات العامة في المملكة المتحدة 2015، انتخب عضو برلمان المملكة المتحدة الـ56 عن دائرة Selby and Ainsty (UK Parliament constituency) ‏ وقد انضم خلال فترته النيابية ‏ (8 مايو 2015 – 3 مايو 2017) للكتلة البرلمانية حزب المحافظين وفي الانتخابات التشريعية البريطانية 2017، انتخب عضو برلمان المملكة المتحدة الـ57 عن دائرة Selby and Ainsty (UK Parliament constituency) ‏ وقد انضم خلال فترته النيابية ‏ (8 يونيو 2017 – ) للكتلة البرلمانية حزب المحافظين.

## وصلات خارجية
- الموقع الرسمي